# DARKEST ANGELS
『DARKEST ANGELS』は、韓国の6人組グループ・VIXXの日本デビューアルバム。2014年7月2日にビクターエンタテイメントから発売された。

## 収録曲
1. 奇跡（Eternity）
2. デ・ダ・ナ・ダ・ノ
3. ハイド
4. 呪いの人形
5. 傷つく準備ができてる
6. 答えはキミだから
7. Rock Ur Body
8. SUPER HERO
9. ジキル
10. 暗闇を照らせ
11. もう耐えないで (Feat. Minah of Girl’s Day)
12. Love Letter
13. アイドルやりたくない
14. 痛いのに好きだよ (UUUUU)
15. Someday
16. ふたりの愛が生まれた日